# Supercopa espanyola de bàsquet femenina 2015
La Supercopa espanyola de bàsquet femenina 2015 fou la tretzena edició de la competició. Se celebrà 23 de setembre de 2015 al Pavelló Municipal Girona-Fontajau de la capital gironina i fou organitzada per la Federació Espanyola de Basquetbol. Hi competiren l'Spar Citylift Girona, com a campió de la Lliga Femenina 2014-15, i el Perfumerias Avenida, com a campió de la Copa de la Reina 2015. Els dos equips reeditaren la sèrie final de la Lliga Femenina de la temporada anterior. La competició fou emesa en directe per Teledeporte
A la final, guanyà l'Spar Citylift Girona per 61 a 59, després de remuntar un desavantatge de màxima deu punts al tercer quart (31-41) i un parcial de 22 a 12 al darrer quart. El club gironí aconseguí la seva primera Supercopa d'Espanya i el seu segon títol estatal. Individualment, destacà l'actuació de l'escorta americana Chelsea Gray que, en el seu debut amb el club gironí, anotà 14 punts, 3 rebots i 5 assistències, i fou escollida MVP de la competició. Per part salmantina, destacà Astou Ndour, amb 14 punts, 9 rebots i 18 de valoració.

## Final
| En negreta = Equip guanyador Pts = Punts Rebs = Rebots Assis = Assistències Val = Valoració Nota: Noms dels equips segons l'època |

| 23 de setembre de 2015 20:15 CET Informe Notícia | Spar Citylift Girona                                                | 61–59 | Perfumerías Avenida                                                                 | Pavelló Municipal Girona-Fontajau, Girona Assistència: 800 espectadors Àrbitres: Carlos García León i Javier Torres Sánchez MVP: Chelsea Gray (UNI) |
| 23 de setembre de 2015 20:15 CET Informe Notícia | Resultats per quarts: 13-15, 12-17, 14-15, 22-12                    |       |                                                                                     | Pavelló Municipal Girona-Fontajau, Girona Assistència: 800 espectadors Àrbitres: Carlos García León i Javier Torres Sánchez MVP: Chelsea Gray (UNI) |
| 23 de setembre de 2015 20:15 CET Informe Notícia | Pts: Gray 14 Rebs: Spanou 8 Assist: Jordana, Gray 5 Val: Jordana 13 |       | Pts: Gidden 16 Rebs: Ndour 9 Assist: Domínguez, Ortiz, Lelas, Ndour 3 Val: Ndour 18 | Pavelló Municipal Girona-Fontajau, Girona Assistència: 800 espectadors Àrbitres: Carlos García León i Javier Torres Sánchez MVP: Chelsea Gray (UNI) |

| Spar Citylift Girona | Perfumerías Avenida |

| #                   | Jugadora          | Pts | Rbs. | Ass. | Val. |
| ------------------- | ----------------- | --- | ---- | ---- | ---- |
| 5                   | Pîlar Comella     | N/D | N/D  | N/D  | N/D  |
| 6                   | Anna Jòdar        | N/D | N/D  | N/D  | N/D  |
| 7                   | Anna Carbó        | N/D | N/D  | N/D  | N/D  |
| 8                   | Ashley Paris      | 6   | 3    | 0    | 6    |
| 9                   | Noemí Jordana     | 8   | 4    | 5    | 13   |
| 10                  | Adrijana Knezevic | 8   | 3    | 1    | 3    |
| 11                  | Lina Pikciute     | 9   | 5    | 0    | 8    |
| 12                  | Vita Kuktiene     | 6   | 5    | 0    | 10   |
| 13                  | Tay’ler Mingo     | 0   | 2    | 2    | 4    |
| 15                  | Artemis Spanou    | 10  | 8    | 1    | 12   |
| 21                  | Chelsea Gray      | 14  | 3    | 5    | 12   |
| Total               | Total             | 61  | 33   | 14   | 68   |
| Entrenador          |                   |     |      |      |      |
| Miguel Ángel Ortega |                   |     |      |      |      |

| Campió de la Supercopa espanyola 2015 |
| ------------------------------------- |
| Spar Citylift Girona Primer títol     |
| MVP                                   |
| Chelsea Gray                          |

| #               | Jugadora           | Pts | Rbs. | Ass. | Val. |
| --------------- | ------------------ | --- | ---- | ---- | ---- |
| 4               | Leonor Rodríguez   | 3   | 1    | 0    | 0    |
| 5               | Cristina Pedrals   | 0   | 0    | 0    | -2   |
| 6               | Sílvia Domínguez   | 12  | 5    | 3    | 16   |
| 8               | Mariona Ortiz      | 0   | 0    | 3    | -3   |
| 11              | Vanessa Ble        | N/D | N/D  | N/D  | N/D  |
| 14              | Kristine Vitola    | 0   | 1    | 0    | -1   |
| 24              | Anna Lelas         | 4   | 3    | 3    | 4    |
| 43              | Vanessa Gidden     | 16  | 8    | 0    | 13   |
| 44              | Gabriela Marginean | 10  | 1    | 0    | 2    |
| 45              | Astou Ndour        | 14  | 9    | 3    | 18   |
| Total           | Total              | 59  | 28   | 12   | 47   |
| Entrenador      |                    |     |      |      |      |
| Alberto Miranda |                    |     |      |      |      |